# Monarque de Richards
Monarcha richardsii
Espèce
Statut de conservation UICN

 LC  : Préoccupation mineure
Le Monarque de Richards (Monarcha richardsii) est une espèce d'oiseau de la famille des Monarchidae.

## Répartition
Il est endémique aux îles Salomon.